# Roxita eurydyce
Roxita eurydyce là một loài bướm đêm trong họ Crambidae.